# تشيما دي بينادي
تشيما دي بينادي (بالإنجليزية: Cima di Pinadee)‏ هو أحد جبال سلسلة جبال الألب ليبونتيني ويقع في كانتون تيسينو في سويسرا. يحتل المرتبة رقم 323 في قائمة جبال سويسرا من حيث الارتفاع، إذ يبلغ ارتفاعه حوالي 2486 متر، بينما يبلغ ارتفاع نتوء الجبل 455 متر.